# 奎斯塔德彼德拉
奎斯塔德彼德拉是巴拿马奇里基省Tierras Altas District的一个城市。奎斯塔德彼德拉设立于2013年9月13日。